# La balada del café triste
La balada del café triste (The Ballad of Sad Cafe) es un libro de la escritora estadounidense Carson McCullers. Fue publicado en 1951 y está formado por la novela breve que da nombre al libro y seis cuentos: “Wunderkind”, “El jockey” (“The jockey”), “Madame Zilensky y el rey de Finlandia” ("Madame Zilensky and the King of Finland"), “Un dilema doméstico” ("A Domestic Dilemma"), “Un árbol, una roca, una nube” ("A Tree, a Rock, a Cloud") y “El transeúnte” ("The Sojourner"). 
La primera edición incluyó obras anteriores de McCullers: El corazón es un cazador solitario (The Heart is a Lonely Hunter), Reflejos en un ojo dorado (Reflections in a Golden Eye) y Frankie y la boda (The Member of the Wedding). La novela fue adaptada al teatro por Edward Albee.

## Argumentos
- La balada del café triste: En una vieja y ruinosa casona de un pueblo del sur estadounidense, vive Miss Amelia. Es una mujer rica, alta, desgarbada, solitaria, de fuerte carácter, que no le teme a ningún hombre ni situación. De ella, poco y nada saben los pobladores, solo que estuvo casada y su matrimonio duró diez días. En la casona en que vive, hace años hubo un café. Hacia esa época va el relato, al momento en que llega al pueblo un enano jorobado que se presenta frente a Miss Amelia diciendo que es su primo. Mis Amelia le permite quedarse y pronto aparece la idea de poner un café en la misma casa. Al mismo tiempo, entre Miss Amelia y el Primo Lymon Willis se inicia una historia de amor. Entretanto, Marvin Macy, exmarido de Miss Amelia, un hombre violento y cruel, acaba de salir de la cárcel. Macy, que se encuentra despechado por haber sido despreciado por Miss Amelia, la visita con la intención de complicarle la vida en todo lo que pueda. A medida que pasan los días, el primo Lymon comienza a sentir admiración por él. Mis Amelia no lo soporta más y se pelea a los golpes con él. Cuando Miss Amelia está a punto de derrotarlo, el primo Lymon se le tira encima. Así, permite que Macy se recomponga y gane la pelea. Aprovechando la oportunidad, desvalijan el café, roban todo el dinero y desaparecen para siempre, abandonado a Miss Amelia, que se queda sola.

- Wunderkind: Una niña toma lecciones de piano en casa del profesor Bilderbach. Todos la consideran un prodigio en la música. Ella se siente extenuada por las presiones y está convencida de que, de adulta, no será lo que esperan.

- El jockey: Un jinete que sufrió un accidente seis meses antes no quiere reconocer que su carrera en las competencias llegó a su fin.

- Zilensky y el rey de Finlandia: La protagonista, también, es una pianista que da clases en la universidad y dice cosas un poco raras.

- El transeúnte: Un hombre toma consciencia del paso tiempo con la muerte de su padre. El encuentro con su exesposa le provocará un cambio en su manera de ver la vida.

- Dilema doméstico: Un hombre está muy preocupado por dejar todos los días a sus hijos cuidando a su esposa alcohólica, a la que, a pesar de las circunstancias, sigue queriendo.

- Un árbol. Una roca. Una nube: Un muchacho de doce años escucha en un bar la historia de un desconocido.[1]